# Titelska visoravan
Titelska visoravan je visoravan u jugoistočnom dijelu Bačke. 
Smještena je između Mošorina, Loka, Vilova, Titela, a s istoka je omeđena rijekom Tisom.
Površina:

## Vanjske poveznice
- (srp.) Ravnica.info  Arhivirana inačica izvorne stranice od 18. rujna 2010. (Wayback Machine) Titelski brijeg - položaj